# アメリカ中央軍
アメリカ中央軍（アメリカちゅうおうぐん、英語: United States Central Command, USCENTCOM）は、アメリカ軍の地域別の統合軍の一つ。フロリダ州タンパ市のマクディール空軍基地に司令部を置く。現任司令官はマイケル・クリラ陸軍大将。

## 来歴
中央軍の直接の前身に当たるのが緊急展開統合任務部隊 (RDJTF) である。これはアメリカ即応軍（USREDCOM: 旧打撃軍）隷下で、中東・アフリカ地域への対応を優先とする全世界への事態対処の任務を持つ統合任務部隊であり、第四次中東戦争以降の中東地域の不安定化に対応するため、1980年3月1日、フロリダ州のマクディール空軍基地において司令部が設置された。実施部隊はアメリカ軍全体の予備の中から任務に応じて編成されるが、その多くは北大西洋条約機構（NATO）関連を含むその他の有事対応の任務を合わせ持っていた。
この時期、アフガニスタン紛争などを背景にソビエト連邦の中東地域への侵攻が懸念されるようになっていたこともあって、1981年の国防長官の指示を受けて、統合参謀本部はRDJTFを中東地域を担任する地域軍へ改編するための検討に着手した。検討の過程で担任範囲について議論になり、また海軍作戦部長や海兵隊司令官がRDJTFを地域軍に改編することへの反対意見を表明した一幕もあったが、1982年11月12日には改編後の地域軍の名称がアメリカ中央軍（United States Central Command）と決定され、11月19日にはマクディール空軍基地において中央軍司令部としての活動を開始、1983年1月1日に正式に設立された。担当地域は南西アジア及び北東アフリカであるが、イスラエルやシリア等は欧州軍の管轄となっている。
その後、1987年に特殊作戦軍（USSOCOM）が創設されると、その財源確保のためにREDCOMは廃止された。この際、統合参謀本部議長はREDCOMの任務を全てCENTCOMに移管する考えを持っていたが、国防長官を納得させることができなかったため、中央軍に平素から隷属している軍種構成部隊司令部は存在せず、全て他の統合軍等に所属し、その所在地は全てが地理的に離隔した場所に位置するという状態が継続していた。
しかし、湾岸戦争以後存在感が急激に高まり、イラクとアフガニスタンで軍事作戦が行われて以降では、アメリカ軍の統合軍の中でも最も活発な活動を行っている統合軍となっている。
2019年4月、イスラム革命防衛隊がテロ組織認定された報復として、イランがテロ組織認定をした。
2021年9月には、イスラエルの管轄が欧州軍から中央軍に移行している。

## 編成

各地域別統合軍の担当地域の図。中央・黄色が中央軍の担当地域である。

中央軍は、その司令部をフロリダ州タンパに位置するマクディル空軍基地に置く。中央軍司令部は人事、情報、作戦、兵站、計画及び政策、情報システム、訓練及び演習、資材などの各部門から構成されている。この中でも特に情報部門は中央軍統合情報センター（JICCENT）と呼ばれ、諜報活動の調整を行う統合情報センターとして機能している。中央軍統合情報センターには、アフガニスタン・パキスタン・センター・オブ・エクセレンスなどの部門から構成されている。中央軍は、5個の統合軍構成コマンド（service component commands）と1個の副統合軍から構成されている。

### 統合軍構成コマンド
- 中央陸軍（USARCENT）
- ／ 中央海軍（NAVCENT）／第5艦隊（FIFTHFLT）
- ／ 中央空軍（USAFCENT）／第9空軍（9 AF）
- 中央海兵隊（MARFORCENT）
- 中央宇宙軍（USSPACEFORCENT）

### 副統合軍
- 中央特殊作戦軍（SOCCENT）

## 歴代司令官
中央軍司令官のポストは、初代司令官であるロバート・キングストン陸軍大将以来、長年にわたって陸軍および海兵隊の出身者が補職される状態が続いていた。この状態は、2007年にウィリアム・ファロン海軍大将が海軍出身者として初めて司令官に任命されたことで解消したが、ファロン大将の退任以降は、現任のヴォーテル大将に至るまで再び陸軍または海兵隊の出身者が補職されている。
| 代   | 写真 | 氏名                                                              | 軍種   | 着任            | 離任            |
| ---- | ---- | ----------------------------------------------------------------- | ------ | --------------- | --------------- |
| 1    |      | ロバート・キングストン陸軍大将 en:Robert Kingston                 | 陸軍   | 1983年 1月1日   | 1985年 11月27日 |
| 2    |      | ジョージ・クリスト海兵隊大将 en:George B. Crist                   | 海兵隊 | 1985年 11月27日 | 1988年 11月23日 |
| 3    |      | ノーマン・シュワルツコフ陸軍大将 Norman Schwarzkopf               | 陸軍   | 1988年 11月23日 | 1991年 8月9日   |
| 4    |      | ジョセフ・ホーア海兵隊大将 en:Joseph P. Hoar                      | 海兵隊 | 1991年 8月9日   | 1994年 8月5日   |
| 5    |      | J・H・ビンフォード・ピーイー3世陸軍大将 en:J. H. Binford Peay III | 陸軍   | 1994年 8月5日   | 1997年 8月13日  |
| 6    |      | アンソニー・ジニ海兵隊大将 en:Anthony Zinni                       | 海兵隊 | 1997年 8月13日  | 2000年 7月6日   |
| 7    |      | トミー・フランクス陸軍大将 en:Tommy Franks                        | 陸軍   | 2000年 7月6日   | 2003年 7月7日   |
| 8    |      | ジョン・アビゼイド陸軍大将 en:John Abizaid                        | 陸軍   | 2003年 7月7日   | 2007年 3月16日  |
| 9    |      | ウイリアム・ファロン海軍大将 en:William J. Fallon                 | 海軍   | 2007年 3月16日  | 2008年 3月28日  |
| 代行 |      | マーティン・デンプシー陸軍中将 en:Martin Dempsey                  | 陸軍   | 2008年 3月28日  | 2008年 10月31日 |
| 10   |      | デヴィッド・ペトレイアス陸軍大将 David Petraeus                   | 陸軍   | 2008年 10月31日 | 2010年 6月30日  |
| 代行 |      | ジョン・アレン海兵隊中将 en:John R. Allen                         | 海兵隊 | 2010年 6月30日  | 2010年 8月11日  |
| 11   |      | ジェームズ・マティス海兵隊大将 James Mattis                       | 海兵隊 | 2010年 8月11日  | 2013年 3月22日  |
| 12   |      | ロイド・オースティン陸軍大将 en:Lloyd Austin                      | 陸軍   | 2013年 3月22日  | 2016年 3月30日  |
| 13   |      | ジョセフ・ヴォーテル陸軍大将 en:Joseph_Votel                      | 陸軍   | 2016年 3月30日  | 2019年 3月28日  |
| 14   |      | ケネス・マッケンジー海兵隊大将 en:Kenneth F. McKenzie Jr.         | 海兵隊 | 2019年 3月28日  | 2022年 4月1日   |
| 15   |      | マイケル・クリラ陸軍大将 en:Michael Kurilla                       | 陸軍   | 2022年 4月1日   | 現職            |